# فلورنسا لوزنو
فلورنسا لوزنو (بالإنجليزية: Florencia Lozano)‏ هي ممثلة أمريكية، ولدت في 16 ديسمبر 1969 في الولايات المتحدة.

## أعمال

### مسلسلات
- فتاة النميمة

## وصلات خارجية
- فلورنسا لوزنو على موقع IMDb (الإنجليزية)
- فلورنسا لوزنو على موقع ألو سيني (الفرنسية)
- فلورنسا لوزنو على موقع أول موفي (الإنجليزية)
- فلورنسا لوزنو على موقع قاعدة بيانات الأفلام السويدية (السويدية)
- فلورنسا لوزنو على موقع قاعدة بيانات الفيلم (الإنجليزية)
- فلورنسا لوزنو على موقع كينوبويسك (الروسية)